# Šahovski glasnik
Šahovski glasnik (kroz povijest izlazio i pod nazivom Šahovski vjesnik) je ilustrirani mjesečnik Hrvatskog šahovskog saveza.
Nakon osnivanja Hrvatskog i Jugoslavenskog šahovskog saveza, ubrzo je identificirana potreba za pokretanjem časopisa koji će pratiti o cjelokupnome šahu u Hrvatskoj odosno Kraljevini SHS te sudjelovanju pojedinaca i svih vrsta (seniora, žena, juniora, kadeta) na domaćim i međunarodnim natjecanjima.
Inicijativa za pokretanje tiskovine takvoga tipa realizirana je početkom 1925. godine i prvi broj Šahovskog glasnika predan je na uvid javnosti 10. travnja 1925. godine. Već je prvi broj posvjedočio utemeljenost ambiciozno zacrtanog cilja, istaknutog u proslovu tog istog broja - objavljivanje priloga iz različitih područja itd. Svjetlo dana su tako ugledali prilozi uglednih domicilnih i inozemnih šahista, koji su prepoznali značaj i poslanje pokrenutog projekta. Časopis je primao dobrohotne priloge, a godišnja pretplata je iznosila 80 dinara. Ratno vrijeme zaustavilo je izlazak ovog časopisa u dva navrata: od 1939. do 1945. (ukupno sedam godina) zbog Drugog svjetskog rata i 1993. zbog velikosrpske agresije na Hrvatsku. S prekidima, izlazi i danas.
Mijenjao je imena, ali je zadržao numeraciju. Šahovski glasnik izašao je 1925. kao mjesečnik/organ Jugoslavenskoga šahovskog saveza odnosno Šahovskog saveza Kraljevine Srba, Hrvata i Slovenaca. Izlazio je u Zagrebu.
Urednici Šahovskog glasnika bili su Vladimir Vuković, Zlatko Weiss; Kosta Rožić, Veljko Mrdjenović, Vatroslav Petek, Braslav Rabar, Dražen Marović i dr. Glavni urednik bio je Vasja Pirc. Pod ovim imenom (ISSN 1330-2167) izlazi do 1938. godine.
Od 1946. izlazi Šahovski vjesnik (ISSN 1330-2175) kao glasilo Šahovskoga saveza Hrvatske. Odgovorni urednik bio je Braslav Rabar, a urednik Vladimir Vuković. Izdavač je bio Šahovska naklada. Izlazio je do 1952., s numeracijom koja je počinjala od 1946. godine. Od 1953. nadomješta ga Jugoslavenski šahovski glasnik (ISSN 1330-2183) kao organ Šahovskog saveza Jugoslavije kojem od te godine teče numeracija. Isti su urednik i odgovorni urednik, mjesto izlaženja i nakladnik. Mjesečno je izlazio do 1967. godine. Od 1968. godine nadomjestio ga je mjesečnik Šahovski glasnik (ISSN 0350-2570), glasilo Šahovskog saveza Hrvatske. Br. 1 od 1968. godine nosi numeraciju "Godina 33". Izdavač je Šahovski savez Hrvatske, izlazi mjesečno. Urednik je bio Dražen Marović. Izlazio je do 1992. godine. Nastavio je mjesečno izlaziti kao Šahovski vjesnik (ISSN 1330-7711), mjesečnik za šah, od 1994. godine, kao broj za kolovoz-listopad. Izdavač je Zagrebački šahovski savez: Šahovska naklada, urednik Dražen Marović. Oznaka 70. godišta za 1995. zbroj je kalendarskih godina od početka izlaska prvotnog naslova. Nakon dvije godine izlaženja izlazi pod novim imenom. 1996. godine izlazi kao Šahovski glasnik 
(ISSN 1331-2901). Izdavač je Zagrebački šahovski savez, izlazi mjesečno. Glasilo je Hrvatskoga šahovskog saveza. 1. broj od 1996. nosi "godinu 71.". Urednici su bili Dražen Marović, Josip Varga, Zdenko Kožul, Goran Dizdar, Ivan Žaja, Davorin Kuljašević i Alojzije Janković.

## Vanjske poveznice
- Šahovski glasnik  Arhivirana inačica izvorne stranice od 13. srpnja 2012. (Wayback Machine)